# 单家伟
单家伟（1990年5月23日—，别名：单家纬），内地男演员，前 《爱笑会议室》演员。主要作品 :《龙门》。

## 演艺经历
- cctv音乐频道《一起音乐吧》
- 黑龙江卫视《爱笑会议室》
- 少儿节目《小丑变变变》
- 旅游卫视《天才九宫格》《美丽俏佳人》
- 湖北卫视《谁是我家人》
- 浙江卫视《中国喜剧星》十强
- 优酷网《辣妈来帮忙》助理主持人
- 北京卫视《消费在北京》嘉宾广告拍摄
- 天津卫视《幸运秀》
- 山东卫视《让梦想飞》
- 河北电视台 《挑战九宫格》、《男过女人关》、《争分多秒》
- 黑龙江卫视《全民电影》
- 爱奇艺《整人之王》、《疯神榜》

## 广告拍摄
- 《绿箭口香糖广告》地铁
- 《青蛙王子儿童护肤产品》
- 《太阳神花饮料》
- 网游《大话西游》
- 2016年《天猫苏宁418来电》广告

## 影视作品

### 电影
- 《一贱钟情》 饰演单铁根
- 《啪啪顺风车》饰演王思思
- 《龙门》饰演方圆
- 糗事百科网络剧演员《桃园结义》系列

### 话剧
- 儿童剧《龙的传人》系列
- 《白雪公主》
- 《大角牛GOGOGO》
- 古装话剧《潘金莲》
- 《致我们糟糠的青春》
- 《与北京有关的日子》